# G4 (UA)
Pour les articles homonymes, voir G4.
 (mai 2022).
La mise en forme du texte ne suit pas les recommandations de Wikipédia : il faut le « wikifier ».
Les points d'amélioration suivants sont les cas les plus fréquents. Le détail des points à revoir est peut-être précisé sur la page de discussion.
- Les titres sont pré-formatés par le logiciel. Ils ne sont ni en capitales, ni en gras.
- Le texte ne doit pas être écrit en capitales (les noms de famille non plus), ni en gras, ni en italique, ni en « petit »…
- Le gras n'est utilisé que pour surligner le titre de l'article dans l'introduction, une seule fois.
- L'italique est rarement utilisé : mots en langue étrangère, titres d'œuvres, noms de bateaux, etc.
- Les citations ne sont pas en italique mais en corps de texte normal. Elles sont entourées par des guillemets français : « et ».
- Les listes à puces sont à éviter, des paragraphes rédigés étant largement préférés. Les tableaux sont à réserver à la présentation de données structurées (résultats, etc.).
- Les appels de note de bas de page (petits chiffres en exposant, introduits par l'outil «  Source ») sont à placer entre la fin de phrase et le point final[comme ça].
- Les liens internes (vers d'autres articles de Wikipédia) sont à choisir avec parcimonie. Créez des liens vers des articles approfondissant le sujet. Les termes génériques sans rapport avec le sujet sont à éviter, ainsi que les répétitions de liens vers un même terme.
- Les liens externes sont à placer uniquement dans une section « Liens externes », à la fin de l'article. Ces liens sont à choisir avec parcimonie suivant les règles définies. Si un lien sert de source à l'article, son insertion dans le texte est à faire par les notes de bas de page.
- La présentation des références doit suivre les conventions bibliographiques. Il est recommandé d'utiliser les modèles {{Ouvrage}}, {{Chapitre}}, {{Article}}, {{Lien web}} et/ou {{Bibliographie}}. Le mode d'édition visuel peut mettre en forme automatiquement les références.
- Insérer une infobox (cadre d'informations à droite) n'est pas obligatoire pour parachever la mise en page.

Pour une aide détaillée, merci de consulter Aide:Wikification.
Si vous pensez que ces points ont été résolus, vous pouvez retirer ce bandeau et améliorer la mise en forme d'un autre article.
Le G4 de l'Union africaine est un groupe de quatre États membres de l'Union africaine regroupant l'Algérie, l'Afrique du Sud, l'Éthiopie, et le Nigeria. Créé le 22 février 2022 durant le 6e sommet de l'UE-Afrique, le G4 ambitionne de résoudre les problèmes majeurs sévissant dans l'Union africaine.

## Liste et caractéristiques des membres
| G4             | G4                 | G4                               | G4                                            | G4           | G4 |
| Pays membres   | Population         | PIB (en milliards de dollars/an) | Budget militaire (en milliards de dollars/an) | IDH          | Notes |
| -------------- | ------------------ | -------------------------------- | --------------------------------------------- | ------------ | --- |
| Algérie        | 45 350 140 (2022)  | 225,60 (est. 2022, FMI)          | 13,00 (2022)                                  | 0.759 (2022) | Pays ayant l'IDH le plus élevé de l'Afrique continentale (0,759) et le budget militaire le plus élevé (25 milliards de dollars) de l'Union africaine. Pays membres partenaires des BRICS+, de l’OPEP et du FPEG. Pats membre non permanent du conseil de sécurité de l'ONU durant le mandat 2024-2025. |
| Nigéria        | 216 589 110 (2022) | 510,58 (est. 2022, FMI)          | 2,15 (2022)                                   | 0.534 (2022) | Pays le plus peuplé et ayant le PIB le plus élevé de l'UA. Pays membre de l’OPEP |
| Afrique du Sud | 60 867 543 (2022)  | 426,16 (est. 2022, FMI)          | 4,30 (2022)                                   | 0.705 (2022) | Pays membre du BRICS et du G20 |
| Ethiopie       | 120 402 397 (2022) | 105,32 (est. 2022, FMI)          | 0,35 (2022)                                   | 0.470 (2022) | Pays siège de la Commission économique pour l'Afrique (CEA) et de l'Union africaine. |
| Total          | 443 209 190        | 1 235,66                         | 19,8                                          | 0,617        | |